# Andreas Janke
Andreas Jum Janke (* 5. November 1983 in Dachau) ist ein deutsch-japanischer Geiger.

## Leben
Janke wurde als jüngerer Sohn von Ansgar Janke, Professor für Klavier an der Hochschule für Musik und Theater München, und dessen japanischer Frau, einer Pianistin, geboren. Seine Schwester Ayumi Janke (* 1980) ist Pianistin, sein Bruder Adrian Janke (* 1981) und seine zweite Schwester Yuki (* 1983) sind Cellist sowie Geigerin. Sie wuchsen in Gröbenzell auf.
Janke wurde am Mozarteum in Salzburg bei Igor Ozim ausgebildet. Im Weiteren arbeitete er mit Yfrah Neaman, Wolfgang Marschner und Igor Dawidowitsch Oistrach zusammen.
Aktuell ist er Professor für Violine an der Zürcher Hochschule der Künste und Erster Konzertmeister des Tonhalle-Orchesters Zürich.
Sein Violine stammt von Carlo Bergonzi und heißt Hozier, Andrews.
Er ist mit der Taiwanerin Yi-Chen Lin verheiratet, die als Kapellmeisterin an der Deutschen Oper Berlin tätig ist.